# Svartbyxad kardinal
Svartbyxad kardinal (Pheucticus tibialis) är en fågel i familjen kardinaler inom ordningen tättingar.

## Utseende
Svartbyxad kardinal är en stenknäcksliknande fågel i gult och svart med kraftig trekantig näbb. Den är gul på huvud och kropp, medan den är svart på vingar och stjärt. På vingarna syns en tydlig vit vingfläck. Könen liknar varandra.

## Utbredning och systematik
Fågeln förekommer i regnskog i Costa Rica och västra Panama. Den behandlas som monotypisk, det vill säga att den inte delas in i några underarter.

## Levnadssätt
Svartbyxad kardinal hittas i öppna skogsmiljöer, som skogsbryn, ungskog och trädgårdar. Den ses vanligen enstaka eller i par.

## Status och hot
Arten har ett begränsat utbredningsområde och tros minska i antal, dock inte tillräckligt kraftigt för att den ska betraktas som hotad. Internationella naturvårdsunionen IUCN listar arten som livskraftig (LC). Beståndet uppskattas till i storleksordningen 50 000 till en halv miljon vuxna individer.